# Ястребиное (озеро, Казахстан)
Ястребиное, также Ястребиновское (каз. Ястребиное) — озеро в Жамбылском районе Северо-Казахстанской области Казахстана. Находится в 14 км к северо-западу от села Макарьевка и к западу от села Ястребинка.
По данным топографической съёмки 1944 года, площадь поверхности озера составляет 2,28 км². Наибольшая длина озера — 2,4 км, наибольшая ширина — 1,4 км. Длина береговой линии составляет 6,2 км, развитие береговой линии — 1,15. Озеро расположено на высоте 157,1 м над уровнем моря.
Озеро входит в перечень рыбохозяйственных водоёмов местного значения.